# Кабульский музей
Кабу́льский музе́й (также известен как Национальный музей Афганистана) — музей в столице Афганистана, Кабуле.
Двухэтажное здание музея построено в 1922 году в 9 километрах к юго-западу от исторического центра Кабула.

## История
Основой коллекции музея стала кунсткамера, которая начала работать с 1919 года. Только в 1931 году она была размещена в нынешнем здании, являвшимся резиденцией Аманулла-хана.
В 1973 году планировалось построить новое здание для музея с привлечением иностранных архитекторов, однако из-за политической нестабильности этому не было суждено сбыться. 
В 1994 году в разгар гражданской войны правительство Раббани начало переселение персонала музея в количестве 71 сотрудника и экспонатов в Кабульскую гостиницу, с целью защитить их от ракетных ударов; 12 марта 1994 здание музея, использовавшееся в качестве военной базы, подверглось ракетному обстрелу и сильно пострадало. В сентябре 1996 года персонал музея завершил составление каталога по оставшемуся имуществу, перевезённому в гостиницу.
В 2003 году международное сообщество инвестировало 350 000 долл. в работы по восстановлению здания. 29 сентября 2004 года состоялось открытие отреставрированного музея. Значительная часть наиболее ценных объектов была возвращена в стены музея из тех металлических ящиков, в которых хранилась до этого. К ним добавились новые археологические находки из подземных хранилищ в Кабуле, а также экспонаты, вывезенные в своё время в Швейцарию.

## Галерея

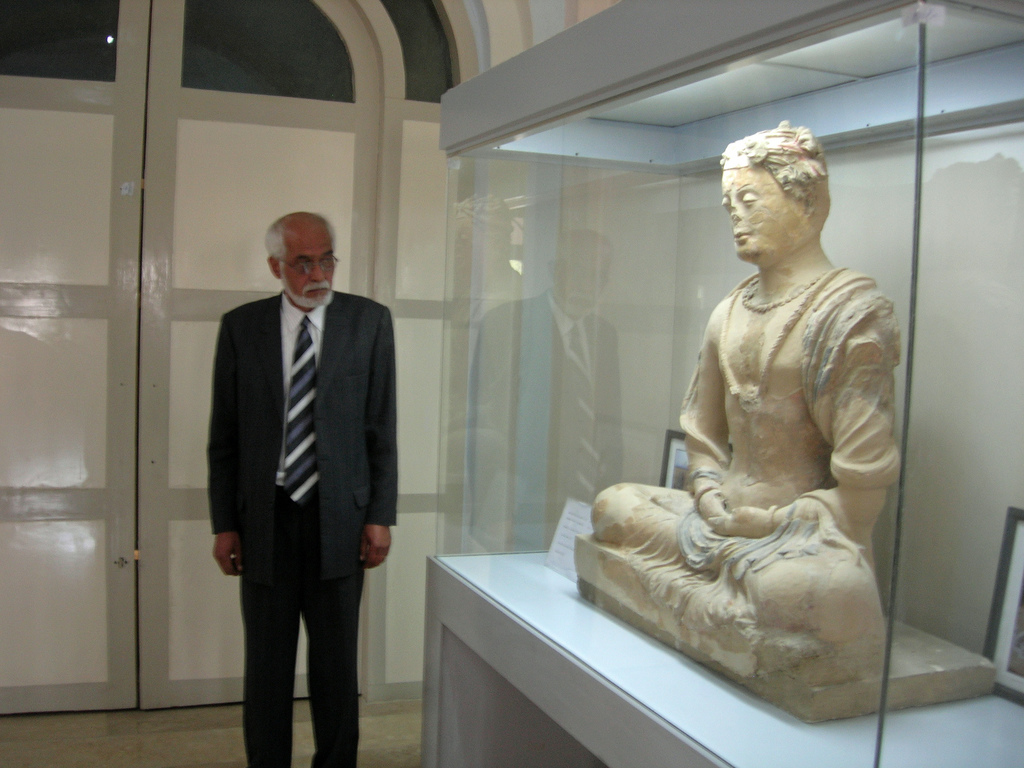
Директор Кабульского музея
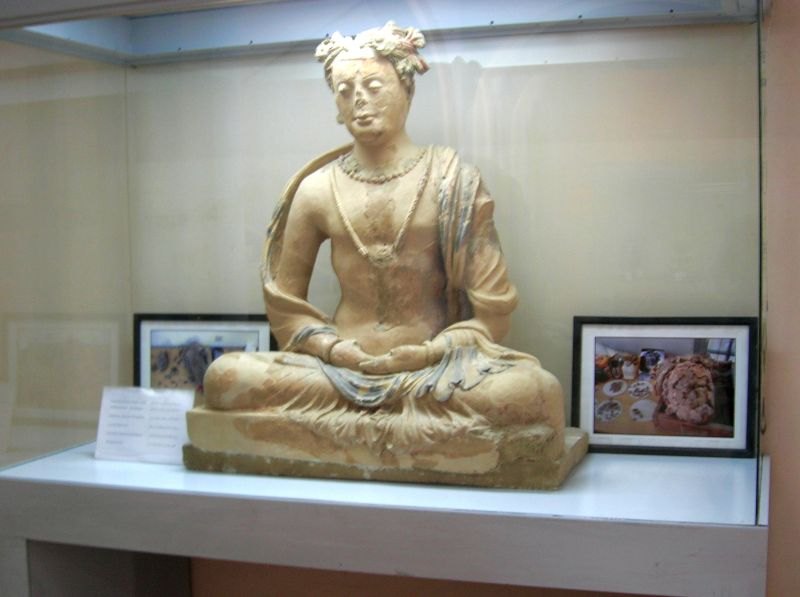
Статуя Будды
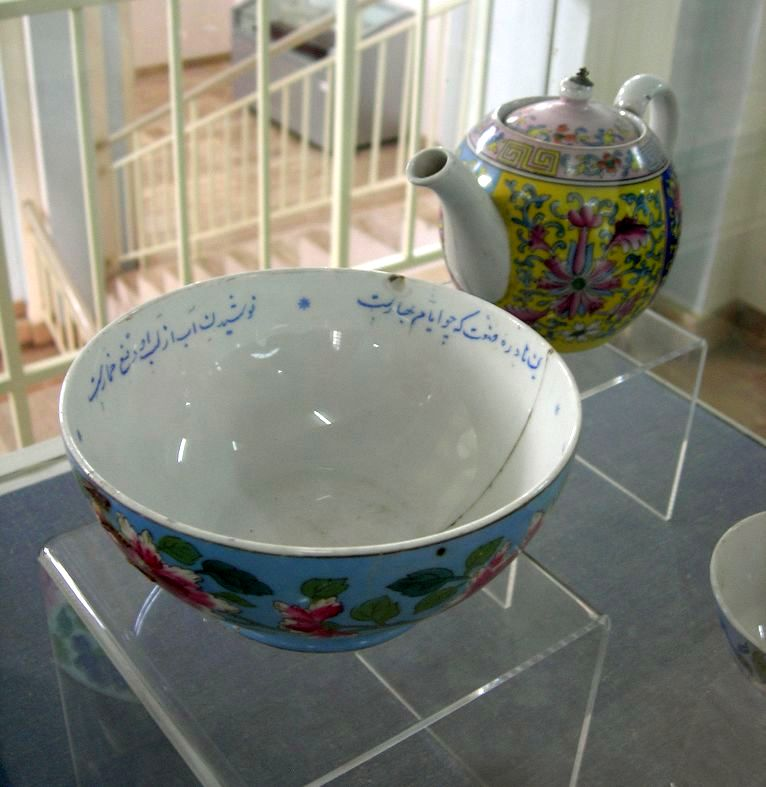
Керамика
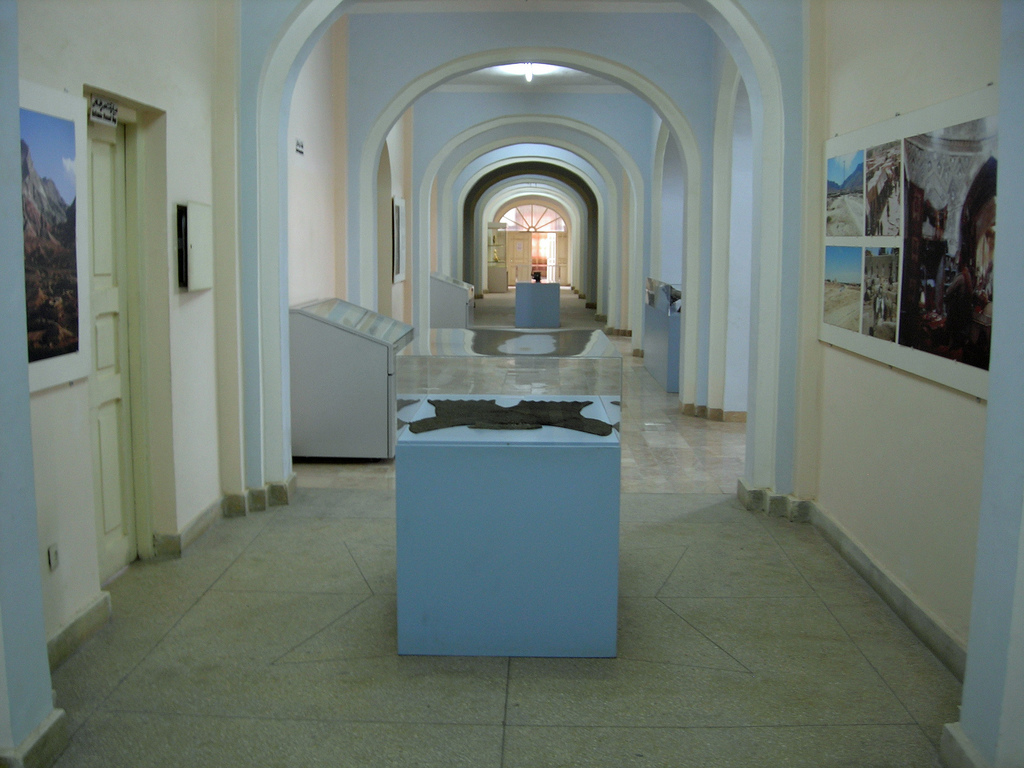
Внутри музея в 2008 году
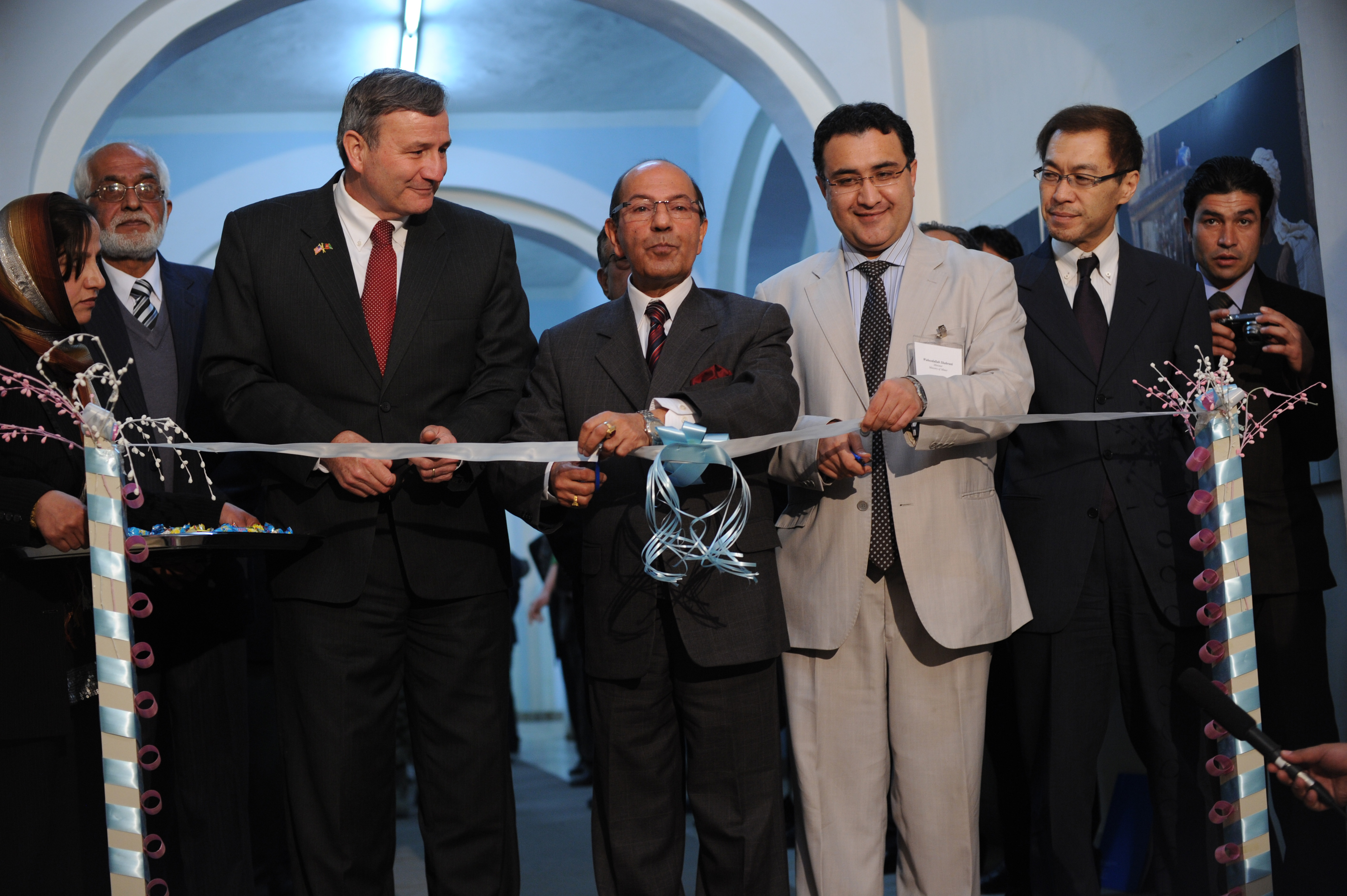
Доктор Сайед Махдум Рахин, посол Карл Эйкенберри и Вахидулла Шахрани в музее в марте 2011 года.
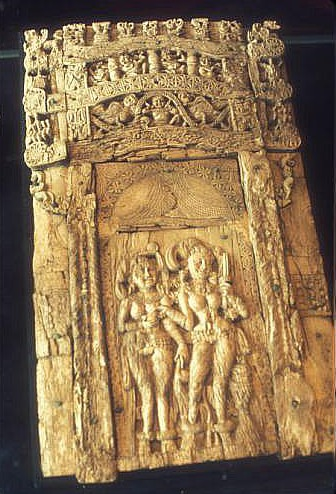
Резьба по слоновой кости из Каписсы, столицы Кушанского царства, I–II века н. э.
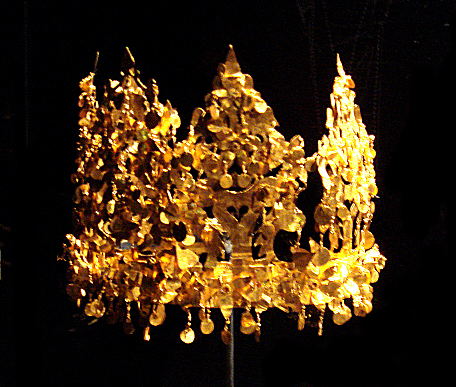
Золотая корона из гробницы VI (владелец — женщина)
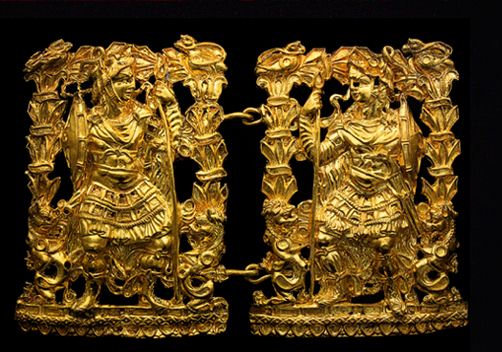
Мужчины в доспехах, в греческом боевом снаряжении. Гробница III.
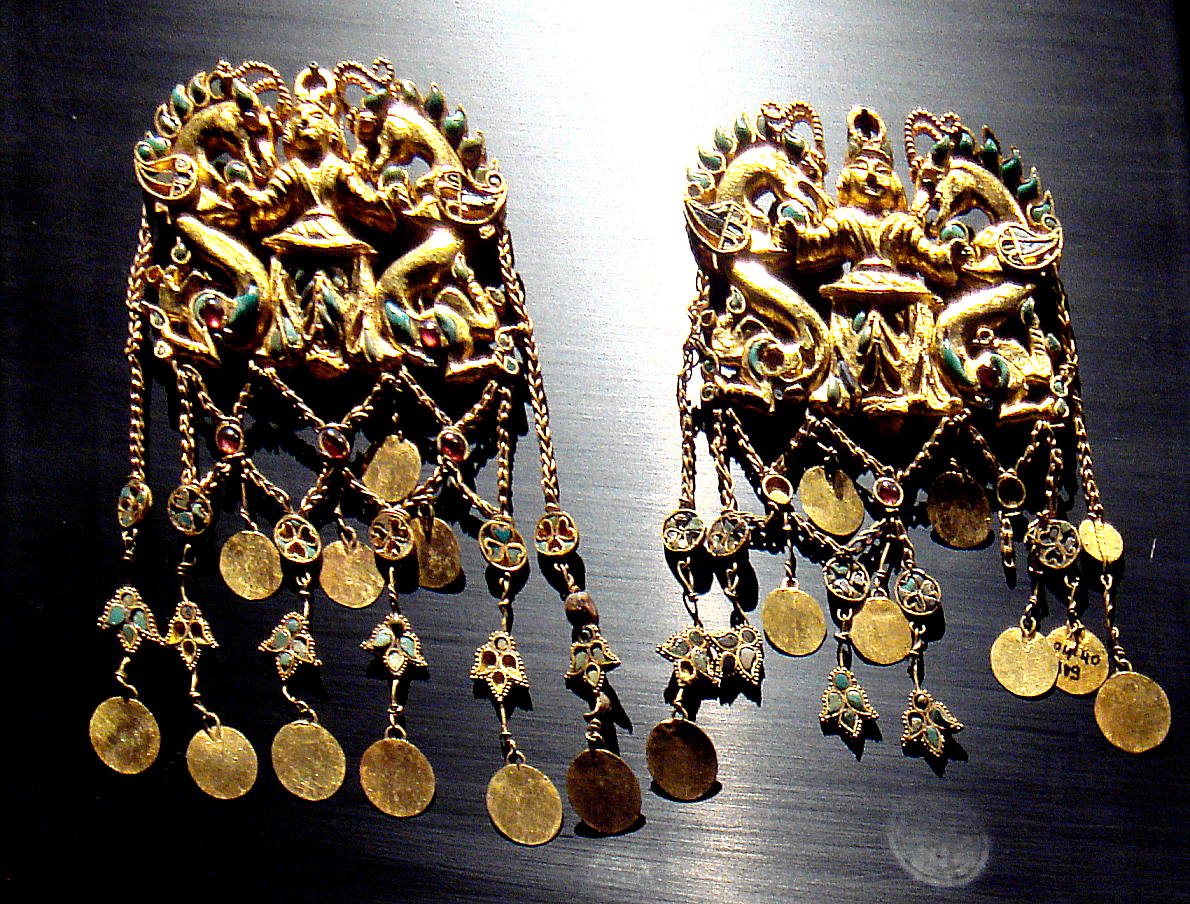
«Короли с драконами». Гробница II.
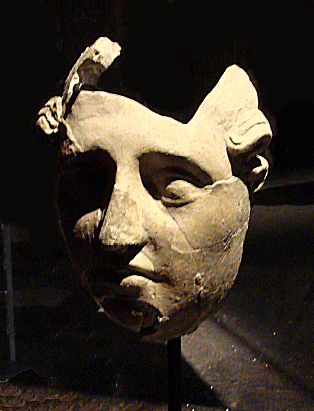
Лицо из стукко, найденное в административном дворце. Ай-Ханум, II век до н. э.
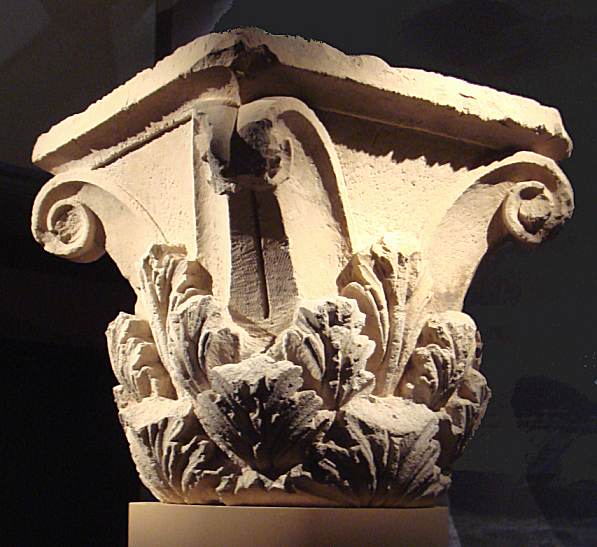
Коринфская капитель, найденная в Ай-Хануме в цитадели войсками полководца Масуда, II век до н. э.
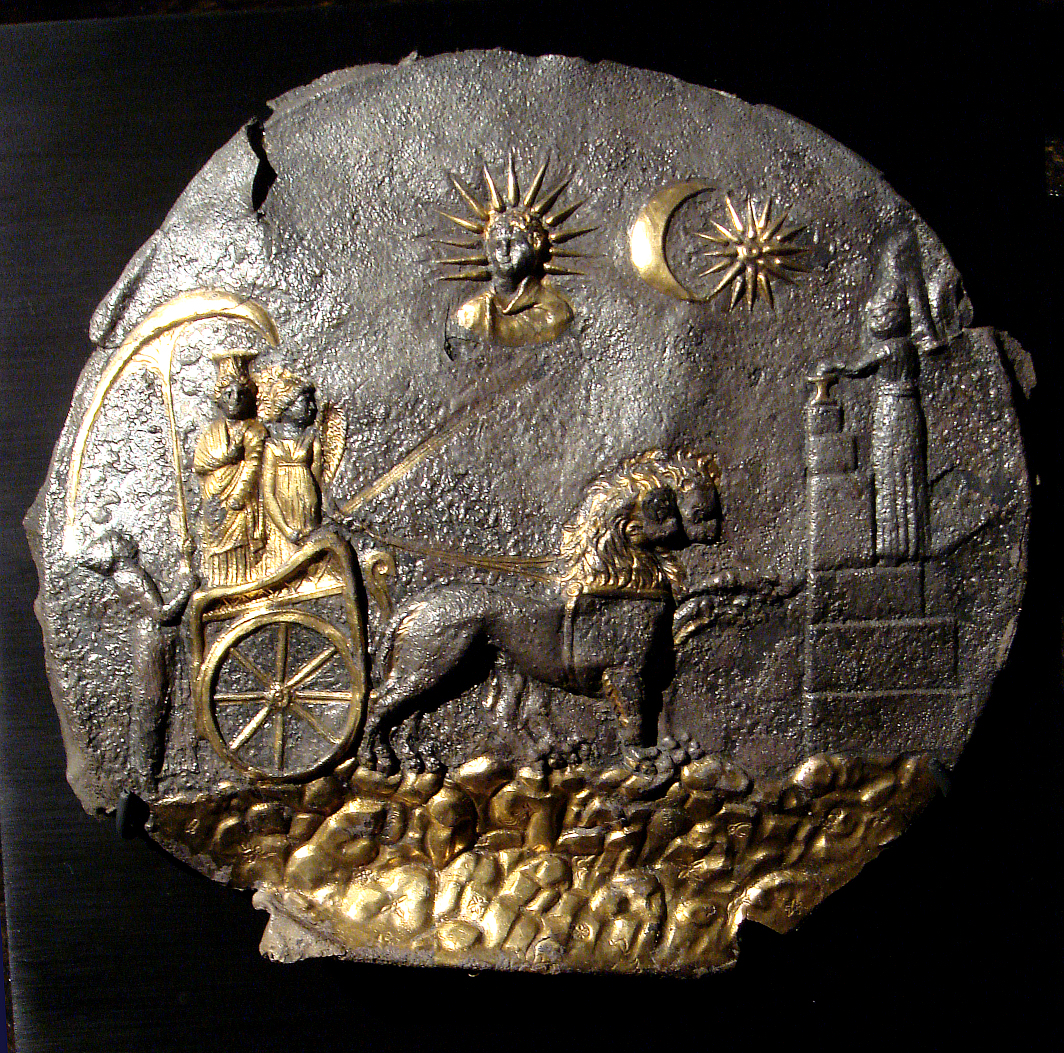
Тарелка с изображением Кибелы, запряженной львами, жертвоприношение по обету и Бог Солнце. Ай-Ханум, II век до н. э.